# Музей Кароля Шимановского
Музей Кароля Шимановского (пол.  Muzeum Karola Szymanowskiego) — музей, находящийся в городе Закопане, Польша. В музее хранятся и экспонируются материалы, связанные с жизнью и деятельностью польского композитора Кароля Шминовского. Музей располагается в деревянном здании под названием «Вилла Атма», которое входит в туристический маршрут «Путь деревянной архитектуры» Малопольского воеводства. Является филиалом краковского Национального музея.

## История
Вилла «Атма» была построена в 1895 году польским архитектором Юзефом Каспрусь-Стохом и первоначально использовалась как частный пансионат. С 1930 по 1935 год в вилле «Атма» жил польский композитор Кароль Шимановский. В это время Кароль Шимановский написал здесь IV Концертную симфонию и II Концерт для скрипки. Осенью 1935 года он покинул Закопане, чтобы пройти курс лечения в Швейцарии.
Инициатором создания музея в вилле «Атма», посвящённого Каролю Шимановскому, стала племянница и наследница Кароля Шимановского Кристина Домбровская. Польский писатель и музыкальный критик Ежи Вальдорфф основал благотворительный фонд, который в течение 1972—1974 гг. собрал денежные средства, чтобы выкупить виллу «Атма». В 1974 году вилла «Атма» была передана краковскому Национальному музею, который приступил к ремонту здания. 6 марта 1976 года музей Кароля Шимановского был открыт в торжественной обстановке.
В музее на основе фотографий и письменных описаний был оборудован кабинет композитора, интерьер, аутентичный двадцатым годам XX столетия и различная биографическая информация.
В музее находится экспозиция наград Кароля Шимановского.

## Галерея

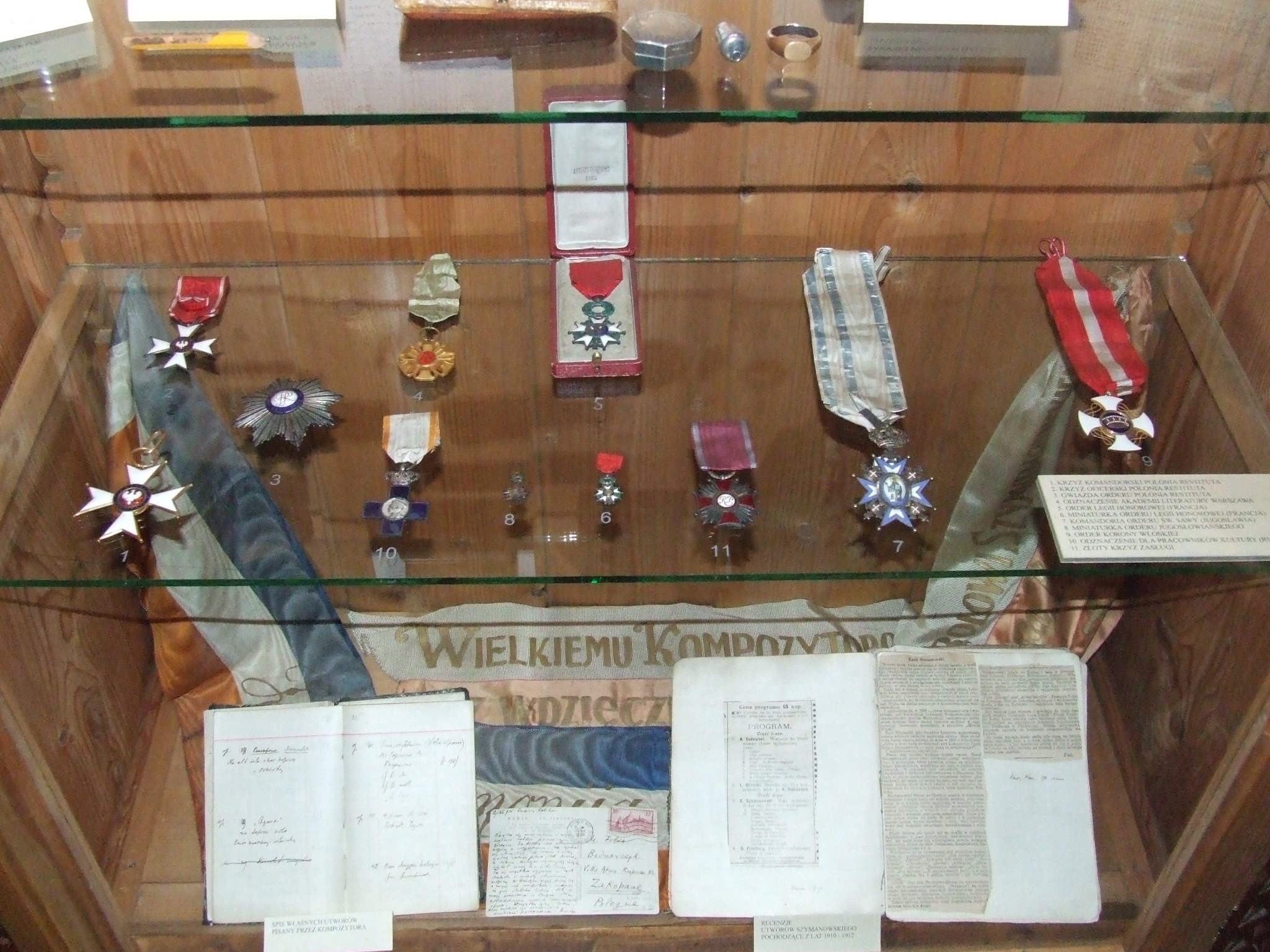
Награды Кароля Шимановского
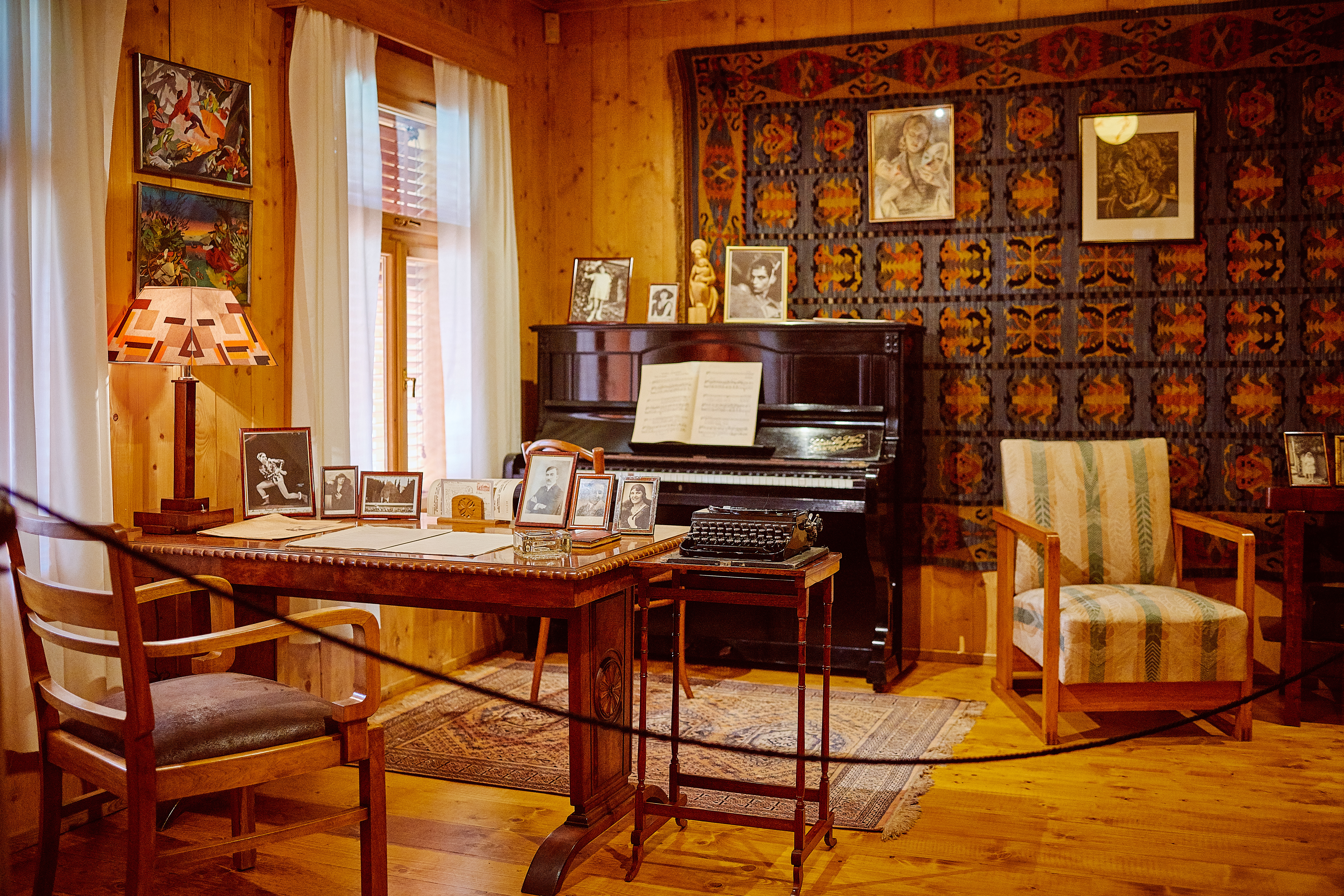
Реконструкция кабинета Кароля Шимановского
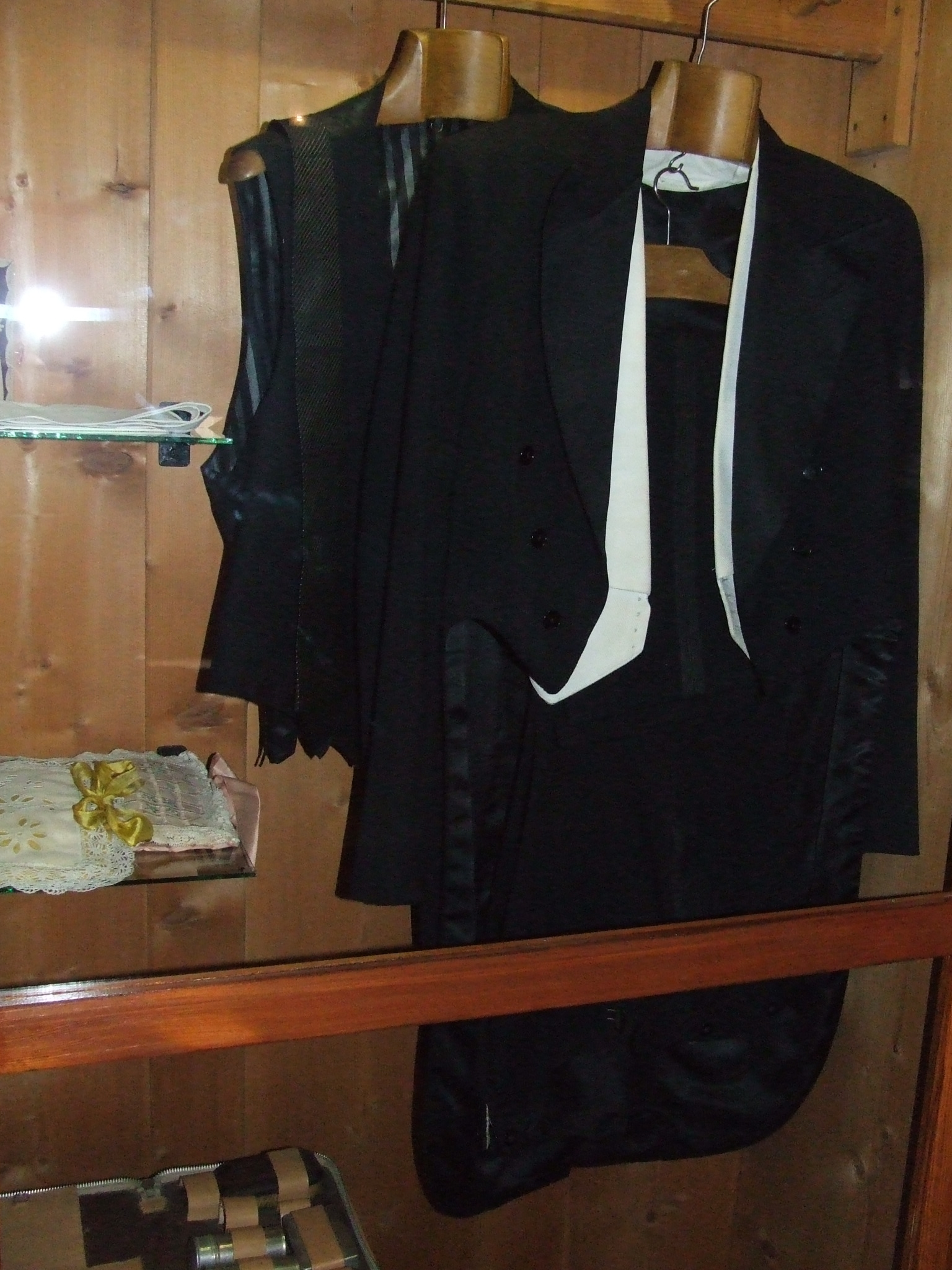
Фрак Кароля Шимановского
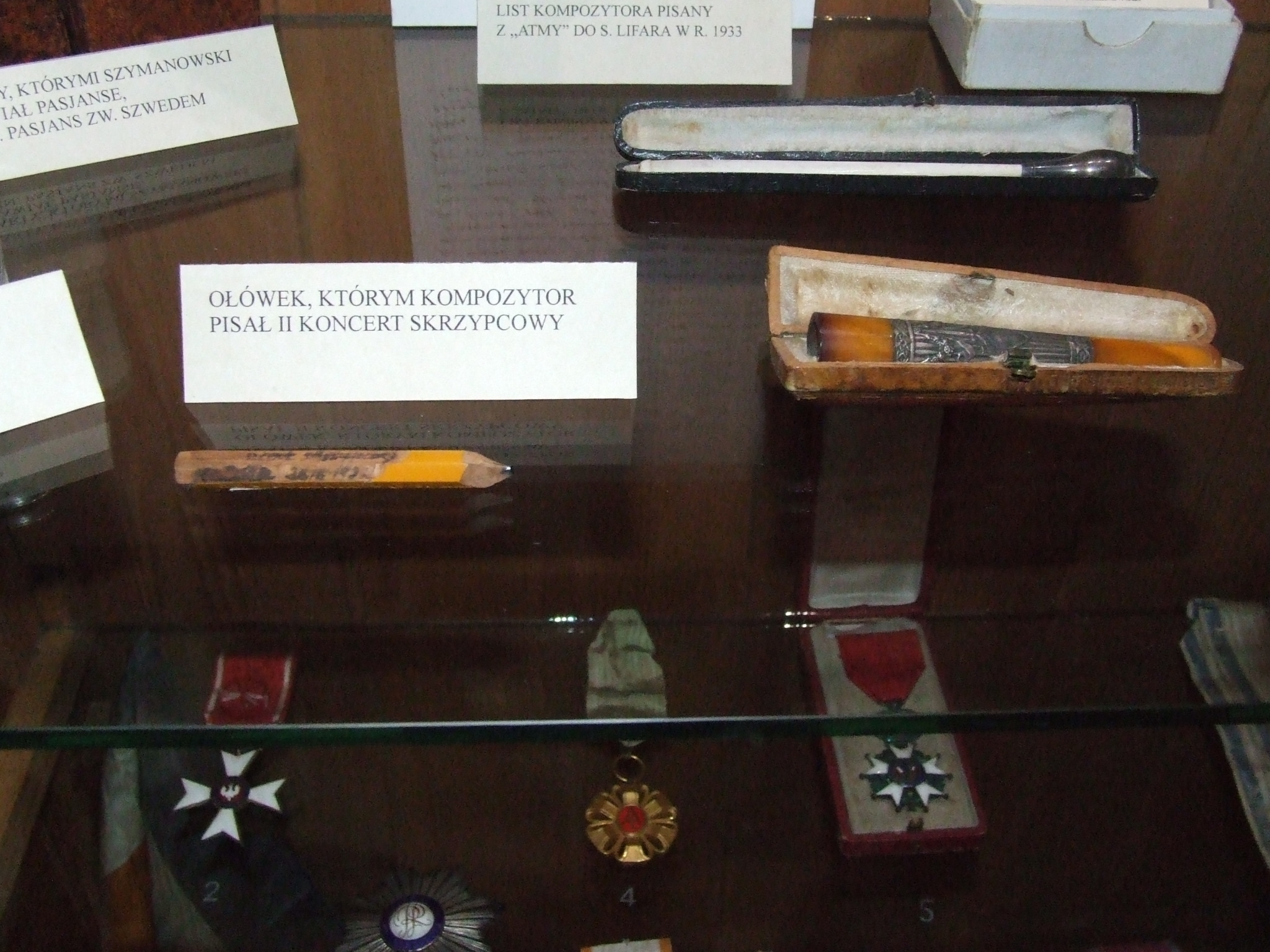
Личные вещи Кароля Шимановского
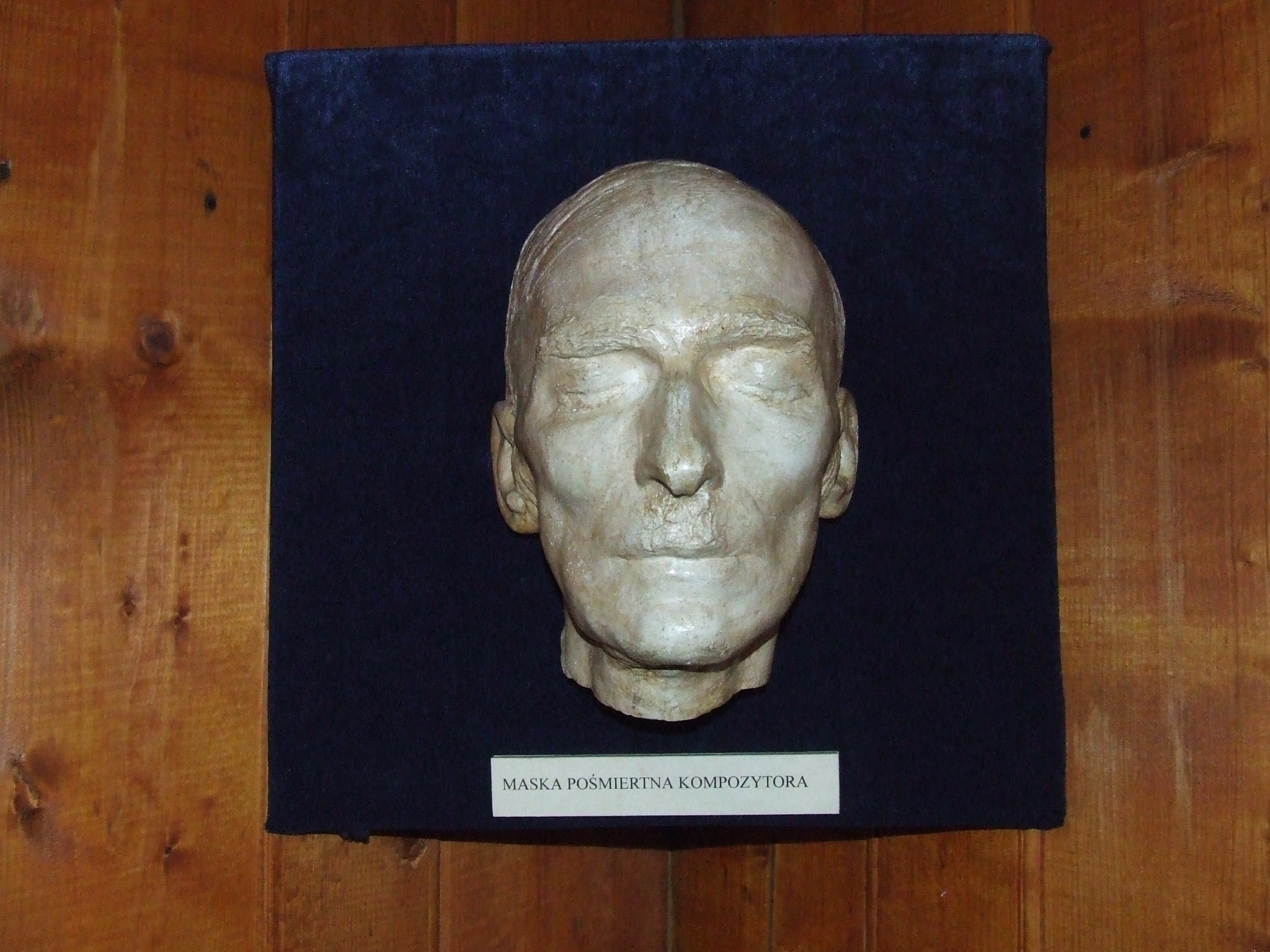
Посмертная маска